# Tomislau I da Croácia

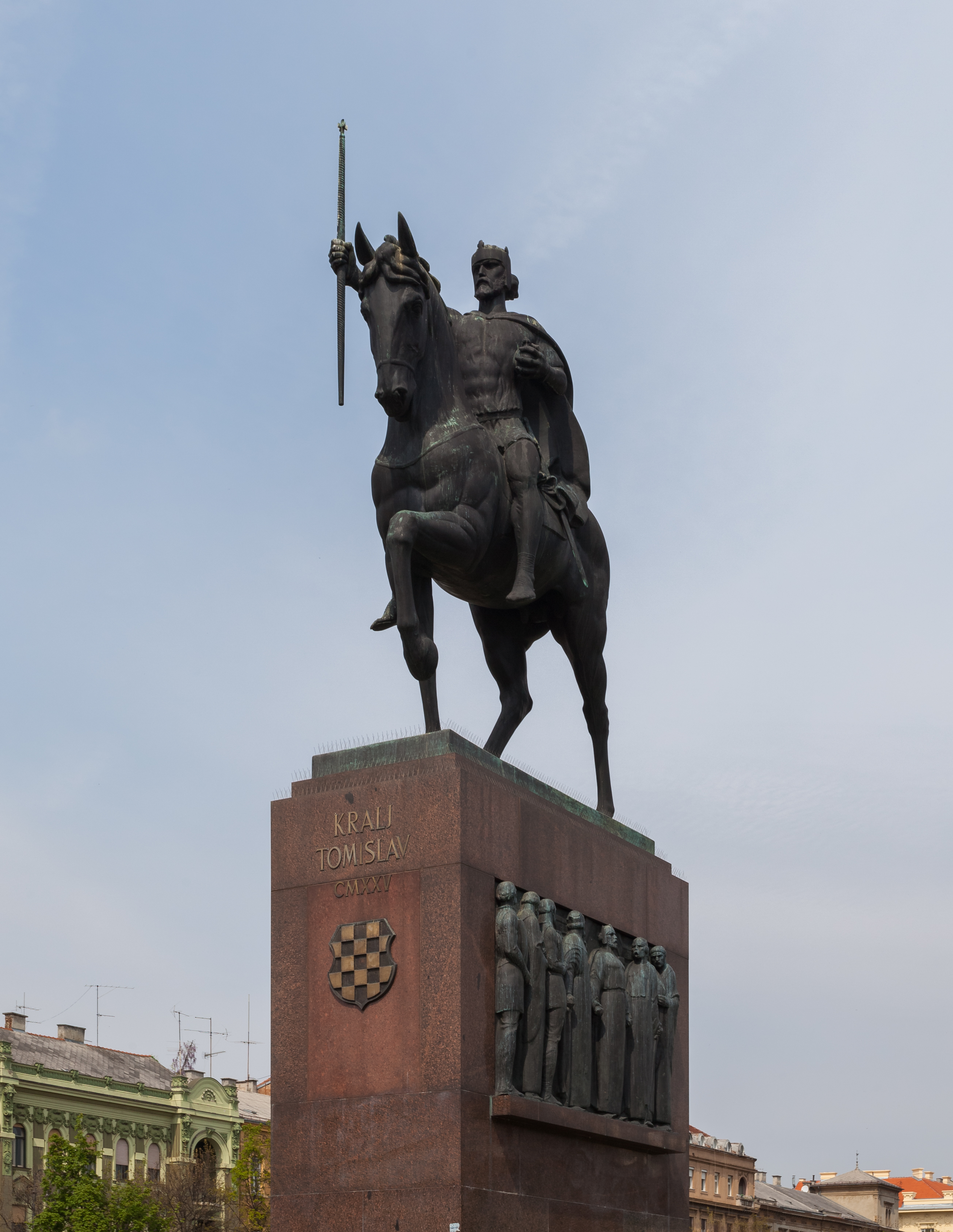
Estátua de Tomislau em Zagrebe, Croácia

Tomislau I da Croácia, (em croata:  Tomislav, em latim: Tamisclaus), foi um monarca do Reino da Croácia no início do século X. Ele reinou entre 910 e 928, primeiro como duque da Croácia Dálmata (dux Croatorum) entre 910 e 925 e, em seguida, como o primeiro rei da Croácia (rex Croatorum) entre 925 e 928.
Tomislau foi um dos mais proeminentes membros da Casa de Trpimirović. Ele uniu os croatas da Dalmácia bizantina e os eslavos da Panônia num único estado. É também creditado como o fundador de um reino que duraria por séculos. Acredita-se que ele tenha reinado sobre o território atual da Croácia e da Bósnia, do Adriático até o rio Drava e do Raša, na Ístria, até o Drina. Como os registros históricos são escassos, assume-se que ele era filho de Muncimir, duque da Croácia Dálmata, a quem ele sucedeu por volta de 910.

## Reinado

### Primeiros anos como duque da Croácia
Tomislau derrotou a invasão da cavalaria magiar na Batalha do Rio Drava, em 925, forçando-os a cruzar o rio e anexou parte da Croácia Panônia à sua Croácia Dálmata. A região incluía o território entre os rios Drava, Sava e Kupa. Desta forma, seu ducado agora fazia fronteira com o Império Búlgaro por algum tempo. Esta foi a primeira vez que os dois reinos croatas se reuniram e todos os croatas estavam sob um único monarca.
O duque teve que fugir frente às renovadas ameaças dos búlgaros liderados pelo czar Simeão I, que já havia conquistado o Principado da Sérvia. Em 923, o patriarca de Constantinopla e o imperador bizantino ofereceram-se para lidar com a ameaça de Simeão se o papa João X aceitasse reunir as sés de Roma e Constantinopla, divididas desde o Grande Cisma em 1054. O papa também exigiu que o patriarca lhe concedesse a soberania sobre as cidades bizantinas na Dalmácia. Depois disso, o imperador bizantino concedeu a Tomislau o governo sobre as cidades bizantinas da região.
No auge de seu reinado, de acordo com a obra do imperador Constantino Porfirogênito, Sobre a Administração Imperial, escrita por volta de 950, Tomislau poderia ter amealhado um enorme exército, composto de aproximadamente 100 000 soldados a pé e 60 000 cavaleiros, além de uma considerável frota de 80 grandes navios de guerra e 100 pequenos outros navios. Estes números são disputados por quase todos os historiadores, que argumentam que eles são um claro exagero.

### Coroação e o Reino da Croácia

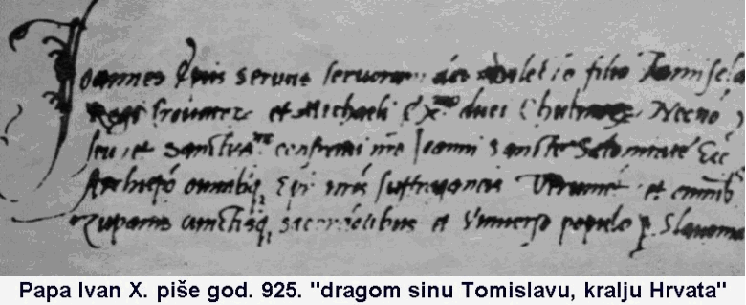
Carta do papa João X reconhecendo Tomislau como "rei dos croatas"

Ao reivindicar as cidades costeiras da Dalmácia, Tomislau deu destaque à questão da soberania da Diocese croata de Nin. Em 925, o papa convocou um sínodo em Split para resolver a questão e, numa carta enviada a Tomislau, reconheceu-o como "rei (rex) dos croatas". De acordo com fontes medievais posteriores, Tomislau foi coroado em Dumno (batizada de "Cidade de Tomislau" em sua homenagem), embora não existam relatos contemporâneos sobre o evento.
Tomislau participou do sínodo no qual os bispos latinos e os abades das cidades costeiras da Dalmácia votaram contra o bispo Gregório de Nin e seus aliados e conseguiram fazer valer a supremacia da Arquidiocese de Split. Além disso, a utilização do antigo eslavônico eclesiástico nos serviços litúrgicos foi banida, sendo apenas o latim permitido na região. Este ato, porém, teve pouca eficácia e, como o número de clérigos que sabiam o latim era pequeno, o eslavônico se manteve predominante por todo o reino. De fato, o período de intensa utilização do alfabeto glagolítico estava apenas começando na Croácia. Porém, para conseguir o apoio do papa, Tomislau provavelmente se alinhou aos latinistas de Split. No concílio, Split foi confirmada como o centro religioso dos croatas e também da Zaclúmia, que estava representada pelo príncipe Miguel, que, de acordo com alguns historiadores, reconhecia a suserania de Tomislau. Um segundo sínodo, também realizado em Split, foi convocado em 927/928 para dar eficácia às conclusões do primeiro: novamente a supremacia de Split foi confirmada e, desta vez, a Diocese de Nin foi abolida.

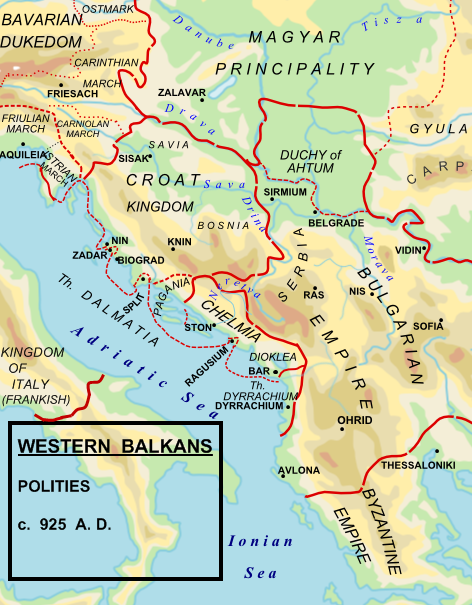
Uma proposta para a extensão máxima do Reino da Croácia por volta de 925. As fronteiras reais são incertas e muito disputadas (vide seção correspondente

Em 924, os búlgaros liderados pelo imperador Simeão I destruíram a Ráscia e uma grande parte da população sérvia fugiu para a Croácia. Eles foram perseguidos pelo exército búlgaro sob o comando do general Alogobotur, mas Tomislau não permitiu que ele entrasse no Reino da Croácia e o destruiu na Batalha do Planalto Bósnio em 926, que provavelmente ocorreu no nordeste da Bósnia. Foi uma grande vitória para os croatas de Tomislau, que dizimaram as forças búlgaras. Contudo, temendo a retaliação búlgara, Tomislau aceitou abandonar sua aliança com os bizantinos e, com a intermediação do legado papal, Madalberto, assinou a paz com base no status quo.
Não se sabe se como Tomislau morreu, mas ele desapareceu completamente das fontes depois de 928. Na época de sua morte, ainda havia muita discórdia em seu país sobre a língua litúrgica e fome e doenças varreram o sul da Europa. Ele foi sucedido por Trepimiro II, que era ou seu filho ou seu irmão mais novo.

### Extensão geográfica
Não se sabe exatamente a extensão geográfica do reino de Tomislau. O escrito britânico Marcus Tanner sugeriu que ele se estendia por todo o território dos estados atuais da Croácia e da Bósnia e Herzegovina mais a costa de Montenegro. Porém, Roger Lampe contesta que o reino não chegava até Dubrovnik (Ragusa) ao sul e que a Ístria estaria fora de seu controle. Muitos acadêmicos croatas argumentam que o reino cobria toda a região ao sul do rio Drava e chegava até os rios Drina e Neretva, a norte de Dubrovnik. Além disso, a historiadora croata Nada Klaić contestou a fronteira oriental (bósnia) do reino de Tomislau em suas obras de 1972 e 1982.
Os livros-texto predominantes na moderna historiografia na Croácia, como o Hrvatsko srednjovjekovlje (1997), de Tomislav Raukar, consideram que, durante o reinado de Tomislau, seu domínio abrangia de 60 a 80% do território atual da Bósnia e Herzegovina. Franjo Šanjek foi o editor de uma compilação de dezesseis autores sobre o estado medieval croata, que também é utilizado nas universidades croatas, corroborando este ponto de vista.
Em seu livro de 2006, John V. A. Fine criticou a relação entre o território de Tomislau e o moderno sentimento nacionalista na Croácia afirmando que as fontes do século X são pouco confiáveis e que "a grosso modo um terço" do território oriental pretendido como croata é "inteiramente especulativo". Fine continua e afirma que "É possível que a Croácia de fato tenha dominado parte dele, mas a Bulgária pode ter dominado parte dele; os primeiros estados sérvios podem ter dominado parte dele, isso para não citar dos vários zupanos e outros senhores feudais eslavos que, na realidade, não respondiam para ninguém. Se esta última suposição for verdadeira (em qualquer medida), então partes deste território não teriam sido de fato mantidas por nenhum "estado". Apesar de reconhecer a possibilidade de a Croácia ter dominado todo o território representado e mais, Fina afirma que não se sabe quem controlava a região oriental que aparece no reino de Tomislau e que ela deve ser marcada como terra incognita nos mapas. Ele criticou a delineação da fronteira oriental feita por Lučić e Šanjek como "cartografia nacionalista" e afirmou que ela distorce a percepção dos estudantes sobre sua própria história nacional ao promover uma interpretação de eventos subsequentes como tendo sido perdas territoriais e fragmentação.

## Legado
Tomislau é celebrado como o fundador do primeiro estado croata unido e ele é celebrado com uma praça em Zagreb, a capital da moderna Croácia. Um monumento na cidade, do escultor Robert Frangeš Mihanović, foi erigida em sua homenagem. Perto do local onde ele foi coroado está a cidade de Tomislavgrad (literalmente: "cidade de Tomislau"), nome recebido em 1925 na comemoração ao milésimo aniversário de sua coroação por Alexandre I da Iugoslávia.